# Àlvar Alonso Rosell
Àlvar Alonso Rosell, nació el 13 de septiembre de 1992. Es un Gran Maestro Internacional de ajedrez español. 

## Resultados destacados en competición
Fue el segundo campeón absoluto más joven de la historia de España en el año 2011 superando al jugador Miguel Illescas.
Ganó también otros campeonatos nacionales, en el 2004 campeón de España sub-12, en el 2006 campeón de España sub-14, en el 2008 y 2009 campeón de Cataluña juvenil, en el 2009 campeón de España sub-18 en el 2011 subcampeón de Cataluña de ajedrez por detrás de Marc Narciso y en el 2014 campeón de Cataluña de ajedrez superando a Marc Narciso.
A nivel de competición por equipos ha ganado dos veces el Campeonato de Catalunya por equipos en División de Honor , la Copa Catalana y el campeonato de Cataluña de partidas rápidas todo ello con su actual club la Societat Coral Colon de Sabadell.

## Internet y medios
Àlvar Alonso ha sido un autor destacado de la revista Peón de Rey en la que ha escrito varios artículos. Actualmente cuenta con un canal de YouTube y de Twitch donde enseña cómo entrena para sus torneos, analiza competiciones internacionales y explica aperturas de ajedrez de forma totalmente gratuita.